# Raphaël Touze
Pour les articles homonymes, voir Touzé.
Raphaël Léonard Touze (1915-1997) est un diplomate français.

## Biographie
Né le 8 septembre 1915 à Roubaix (Nord), Raphaël Léonard Touze étudie à l’École nationale des langues orientales, et sort de l’École de cavalerie de Saumur. Il mène une double carrière d'administrateur et de diplomate. 
En 1968-1974 il est le premier Ambassadeur de France à l'île Maurice. 
En 1974, il est nommé Ambassadeur de France au Tchad, poste qu'il occupe jusqu'en 1975.
Il est membre de l'Académie des sciences d'outre-mer.
Il meurt le 23 mai 1997 à Marseille (Bouches-du-Rhône).